# Административна единица
Административните единици (или: административно-териториални единици) са резултат от поделянето на държавната територия на райони, в които да се провежда децентрализирано държавното управление посредством местни органи.
Административните единици трябва да се разграничават от териториалната единици по смисъла на ЗАТУРБ, каквито са селищата.

## България
Административно-териториалното деление на Република България е двустепенно. Задължителните административни единици са 2:
- област
- община

Освен това съществуват и следните единици – съставни и за регионално развитие:
- градски район
- населено място
- кметство
- район за планиране

## По света
- окръг
- провинция
- регион
- департамент
- кантон
- щат
- епархия
- аймак
- еялет
- санджак
- амт
- вилает
- ном
- хан
- дистрикт